# Veaceslav Zavalișin
Veaceslav Zavalișin (în rusă Вячеслав Клавдиевич Завалишин, 13 octombrie 1915, Petrograd — 31 mai 1995, New York) a fost un jurnalist, critic literar și de artă, poet și traducător american de origine rusă.

## Biografie
Veaceslav Zavalișin s-a născut la 13 octombrie 1915 în orașul Petrograd în familie revoluționarului socialist Klavdii Vladimirovici Zavalișin, care a murit în perioada „Marii Epurări. Mama lui Zavalișin a fost, de asemenea, arestată și deportată în lagărul din Karaganda.
A absolvit Facultatea de Istorie și Filologie din cadrul Universității de stat din Leningrad.
În timpul celui de-al Doilea Război Mondial a fost luat prizonier de germani, dar a fugit și s-a ascuns sub un alt nume la Novgorod și Pskov. A fost arestat de Gestapo și trimis în lagărul de la Dvinsk, dar mitropolitul Serghie Voskresenski a intervenit pentru el, iar Zavalișin a fost eliberat.
A devenit refugiat înainte de sfârșitul războiului și a plecat în Germania, unde s-a ocupat cu editarea de cărți. A studiat vechile icoane rusești și a publicat în Germania, în limbile rusă și germană, lucrarea Andrei Rubliov (1948). Mai târziu a publicat un volum de poeme de Serghei Еsenin și patru volume de poezii de Nikolai Gumiliov.
În 1951 s-a mutat în SUA și a lucrat la Universitatea Columbia pentru elaborarea cărții Early Soviet writers (Primii scriitori sovietici), publicată în 1958 și reeditată în 1970. A publicat studii și cronici ale spectacolelor rusești de teatru, concertelor și expozițiilor, pe care le-a publicat în ziarul Novoe russkoe slovo (New York). În 1952 a colaborat la revista Novîm jurnalom (New York). Timp de aproximativ douăzeci de ani a scris texte pentru emisiunile în limba rusă pe teme literare și artistice de la Radio Europa Liberă.
În 1980 a publicat volumul de poezie Stropi de val, ce conține poezii dedicate artiștilor ruși de peste hotare. A tradus într-o formă poetică cartea Secolele (Центурии) a lui Nostradamus, publicată pentru prima dată în 1974 și reeditată apoi de mai multe ori în Occident și în Rusia.

### Familia
Soția sa a fost Galina Vladimirovna Orlovskaia (n. 1924).

### Antologie poetică
- «Мы жили тогда на планете другой». Антология поэзии русского зарубежья. 1920—1990 / Сост. Е. В. Витковский. Кн. 3. М., 1994. Кн. 4. С. 356.

### Autobiografii
- Завалишин Вячеслав Клавдиевич. Автобиография // Берега / Сборник. под редакцией Вал. Синкевич. Филадельфия, 1992. С. 264—265;
- Завалишин Вяч. Автобиография // В. Крейд. [Вернуться в Россию — стихами…: 200 поэтов эмиграции: Антология / Сост. В. Крейд. М., 1995] С. 625.